# Hohenburg (Igls)
Die Hohenburg ist eine abgegangene Höhenburg (Hangburg) bei Igls in Nordtirol, nahe Innsbruck. Im 17. Jahrhundert verfallen, steht hier das Anwesen Schloss Hohenburg, auf einer kleinen Anhöhe östlich des Orts oberhalb der Lanserstraße.

## Geschichte

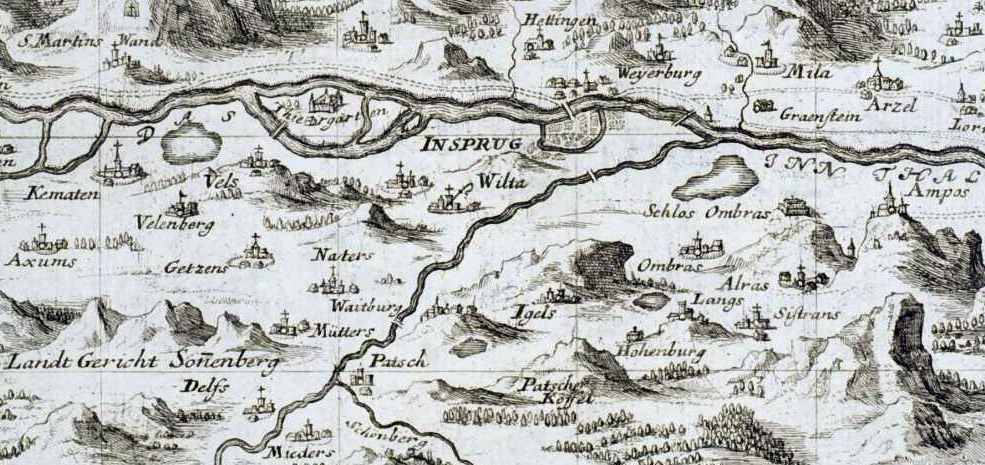
Hohenburg, zwischen Igels, Langs und Patscher Koffel, südöstlich von Insprug
(ca. 1700, Ausschnitt aus Insprug mit der Gegend auf 2 Stunden)

Hier dürfte schon im 13. Jahrhundert (erste urkundliche Erwähnung 1345) ein Wachturm gestanden haben. Er sicherte den direkten Güterweg von der Innbrücke bei Volders zur Brennerstraße bei Matrei, und zusammen mit der Viller Burg Straßfried den Weg nach Innsbruck. Es scheinen sogar römische Vorbauten möglich.
Rund um die Burg dürfte auch Bergbau betrieben worden sein, Erze im örtlichen Quarzphyllit, davon wird in Unterlagen des Haller Münzamts ebenso berichtet wie in lokalen Sagen, wie auch in der Mär, es gäbe unter der Sill hindurch einen Stollen zur Natterer Waidburg (was sich wohl auf alte, heute verstürzte Grabungen in der Sillschlucht bezieht).
Schon ab dem 17. Jahrhundert verfiel das Haupthaus.

## Besitzergeschichte
Ein Hartwig der Hohenburger scheint 1311 als Zeuge einer Urkunde König Heinrichs von Böhmen auf, wobei ein Hildebrand von Perchtingen in dieser Urkunde ebenfalls erwähnt wird; dessen Sohn Heinrich nennt sich 1335 ausdrücklich von Hohenburg, dabei kann angenommen werden, dass es sich bei diesem um einen Dienstmann der Perchtingers auf deren Sitz in Igls handelte. Die Perchtinger stammen aus Bayern und sind vermutlich nach der Wiederbelehnung der Grafen von Andechs (1232) als deren Ministeriale nach Tirol gekommen. Nach einem Rechtsstreit mit der Witwe des Hildebrands erhält dessen Sohn Heinrich durch einen Schiedsspruch Hohenburg. Kurz vor seinem Tod überträgt er seinen Besitz als Seelgerät an den Abt von Wilten, allerdings wird diese Schenkung erst 1370 durch die Witwe des Heinrich, Alhayt, dem Abt Johann von Wilten übergeben. Anfang des 15. Jahrhunderts wird die Hohenburg durch den Tiroler Landesherrn, Herzog Friedrich mit der leeren Tasche dem closter wider dessen willen angedruckht. Herzog Friedrich überträgt die Hohenburg als Lehen 1425 seinem Hofmeister Ulrich von Weispriach, der sie 1438 für Jörg Dieperskircher „aufsendet“. Jörg Dieperskircher war Pfleger von Thaur,  Ambras und Imst. 1488 folgt ihm sein Sohn Hans, Pfleger auf der Schneeburg. Auf ihn folgt 1517 sein Sohn Wolfgang, Richter im  Stubai, dann 1528 dessen Bruder Rueland, Pfleger  Berneck und 1540 dessen Neffe Christoph. 1547 verkauft Christoph Dieperskircher das Lehen an Martin Yphofer. Von diesem erwirbt es Erzherzog Ferdinand, der es seiner Frau Philippine Welser überträgt.
Nach dem Tode des Erben der Philippine Welser, Karl von Burgau, fällt die Hohenburg wieder an das Haus Habsburg und wird von  Erzherzog Ferdinand Karl dem Obristforstmeister Andre Voglmayr übertragen. Als weitere Besitzer folgen: Dr. Isaak von Hefter (1666), De Lama (1735), von Tasch (1775), Othmar Riccabona von Reichenfels (1809), Professor von Ficker (1898), der Jesuitenorden (1968) und schließlich Brigitte Magis (1971), geborene Huter. Nach 1958 wurden Teile der ehemaligen Feste von Otto John (1909–1997) und seiner Ehefrau Lucie bewohnt, der sie unter anderem mit Unterstützung seines Freundes Louis Ferdinand von Preußen sanierte.
Ab 1877 wurde im Zuge des Igler Villenbaubooms durch Othmar Riccabona wieder ein Gebäude errichtet, welches der Innsbrucker Historiker Julius Ficker erwarb und bis zu seinem Tod 1902 in den Sommermonaten bewohnte. Danach wurde es eine Zeitlang als Hotel genutzt, heute ist es ein privates Wohnhaus.

## Baubeschreibung
Das heutige Schloss Hohenburg ist als mehrgeschoßiger, an die Burg erinnernder Bau im Heimatstil ausgeführt, der wohl den Grundmauern des alten Wohnturms folgt. Der Treppenturm wurde angefügt. Die Burg präsentiert sich mit Walmdach, Fachwerkgaupen und -turmaufsatz, weiß mit goldgelben Faschen und gelb-rot gemalter Eckquaderung, im Renaissancestil gefärbelt, und rot-weiß-roten Fensterläden im Burgenstil.
Das Haus ist in Privatbesitz und kann nur von außen besichtigt werden.

## Nachweise